# Frontière entre les Bahamas et Cuba
La frontière entre Cuba et les Bahamas est entièrement maritime et se situe en mer des Caraïbes.
En octobre 2011, un traité fut formalisé avec une ligne de démarcation en 69 points qui longe quasiment la côte cubaine : en effet, l'archipel des Bahamas comporte plusieurs petites îles non loin de l'île de Cuba dans le vieux canal de Bahama comme Ragged Island ou le banc de Cay Sal.
Le point Nord est un tri-point avec les États-Unis et le point Sud est un tri-point avec Haïti.